# Puntius fasciatus
Puntius fasciatus е вид лъчеперка от семейство Шаранови (Cyprinidae). Видът не е застрашен от изчезване.

## Разпространение и местообитание
Разпространен е в Индия (Андхра Прадеш, Гоа, Карнатака, Керала и Тамил Наду).
Обитава сладководни басейни, морета, реки и потоци в райони с тропически климат.